# Purinerger Rezeptor
Purinerge Rezeptoren, auch Purinozeptoren genannt, sind eine Familie von Proteinen und Rezeptoren der Zelloberfläche, die in fast allen Säugetiergeweben vorkommen. Auf dem Gebiet der purinergen Signalübertragung sind diese Rezeptoren an Lern- und Gedächtnisprozessen, Bewegungs- und Ernährungsverhalten sowie Schlaf beteiligt. Insbesondere sind sie an mehreren zellulären Funktionen beteiligt, einschließlich der Zellproliferation und Migration neuronaler Stammzellen, der Gefäßreaktivität, der Apoptose und der Zytokinsekretion.

Schematische Darstellung des purinergen Signalwegs. ATP = Adenosintriphosphat, ADP = Adenosindiphosphat, AMP = Adenosinmonophosphat, E-NPPase = Ectonukleotid-Pyrophosphatase/-Phosphodiesterase, E-NTDPase = Ectonukleosid-ATPase/ADPase, NT5E = 5′-Nukleotidase

Der Begriff des purinergen Rezeptors wurde 1972 von Burnstock eingeführt, um  Membranrezeptoren zu charakterisieren, die die Entspannung der glatten Muskulatur des Darms als Reaktion auf die Freisetzung des Signalmoleküls ATP (P2-Rezeptoren) oder dessen Nukleosid Adenosin (P1-Rezeptoren) vermitteln. Die P2-Rezeptoren wurden anschließend nach ihrem Phänotyp in fünf Untergruppen unterteilt: P2X, P2Y, P2Z, P2U und P2T. Eine weitere Einteilung der P2-Rezeptoren beruht auf der Unterscheidung in metabotrope Rezeptoren (P2Y, P2U und P2T) und ionotrope Rezeptoren (P2X und P2Z).
| Subtyp                     | Liganden                        | Klasse                            |
| -------------------------- | ------------------------------- | --------------------------------- |
| P1-Rezeptoren              | Adenosin                        | G-Protein-gekoppelt               |
| Metabotrope P2Y-Rezeptoren | Nukleotide (ATP, ADP, UTP, UDP) | G-Protein-gekoppelt               |
| Ionotrope P2X-Rezeptoren   | ATP                             | Ligandengesteuerte Kationenkanäle |

Purinerge Rezeptoren sind ein Ziel für die Pharmakotherapie verschiedenster Erkrankungen. Suramin wirkt als Antagonist an verschiedenen P2-Rezeptoren wie bspw. P2Y1, P2Y2, P2Y6, P2Y11 und P2X1. Therapeutisch genutzt werden P2Y12-Antagonisten wie Clopidogrel, Ticlopidin, Prasugrel, Ticagrelor und der P2X3-Antagonist Gefapixant.
2014 wurde der erste purinerge Rezeptor in Pflanzen, DORN1, entdeckt.